# Concurso internacional de composición Antonín Dvořák
El Concurso internacional de composición Antonín Dvořák es un concurso de composición creado en Praga, República Checa, en el año 2010 por Antonín Dvořák III, nieto del compositor checo, Antonín Dvořák.  Fue fundado con la intención de rendir un homenaje a la memoria del compositor y a su legado a la música. Pretende además descubrir jóvenes talentos en el campo de la composición y busca estimularlos no solo con incentivos eonómicos o certificados, sino que además les ofrece la oportunidad de darse a conocer para escribir por encomienda para grabaciones o conciertos.
El concurso se lleva a cabo de manera anual y consta de dos rondas:
En la primera ronda, los concursantes deben enviar sus obras (las cuales deben de cumplir los requerimientos señalados en la aplicación) al comité del concurso en Seúl, Corea del Sur.  De éstas, el comité selecciona entre 12 a 36 participantes para que asistan a la segunda ronda, la cual tiene lugar en el Conservatorio de Praga (donde el compositor Antonín Dvořák trabajó como profesor de composición y después como director) por un período de ocho días. Durante esta ronda, los concursantes deben de componer dos obras según los parámatros dados por los organizadores. Las obras las deben de componerse dentro de las instalaciones del conservatorio, teniendo 5 días para entregarlas.  El jurado será el mismo en las dos rondas.  
El concurso está abierto a todos los jóvenes compositores del mundo, divididos en dos categorías: de 18 a 23 años y de 24 a 33.  Las categorías incluyen música que va desde lo clásico hasta lo moderno tradicional, sin restricciones con respecto a lo vocal o instrumental.  La música electrónica o microtonal está excluida del certamen.